# الدوري البلجيكي الممتاز 1896–97
الدوري البلجيكي الممتاز 1896–97 (بالفرنسية: Championnat de Belgique de football 1896-1897)‏ هو الموسم 2 من Belgian football league system ‏. أقيم خلال الفترة 1 نوفمبر 1896 وحتى 2 مايو 1897، وأشرف على تنظيمه الاتحاد الملكي البلجيكي لكرة القدم، وكان عدد الأندية المشاركة فيه 6، وفاز فيه Royal Racing Club de Bruxelles ‏.